# Terpnomyia costalis
Terpnomyia costalis är en tvåvingeart som beskrevs av Friedrich Georg Hendel 1909. Terpnomyia costalis ingår i släktet Terpnomyia och familjen fläckflugor.
Artens utbredningsområde är Bolivia. Inga underarter finns listade i Catalogue of Life.